# Guillaume Ier de Gilley

Armes de de Gilley

Pour les articles homonymes, voir Guillaume Ier.
Guillaume Ier de Gilley, dit « Guillaume le Rhète (Guilelmus Rhæticus) », est un chevalier mort en 1221 que certains auteurs rattachent à la famille de Gilley. Plusieurs sources le disent originaire de Basse Engadine (dans les Grisons), descendant de seigneurs des Alpes médianes.

## Sur les origines deGuillaumeIerde Gilley
Deux sources au moins, tentent d'établir un lien entre Guillaume Ier de Gilley et des seigneurs des Alpes médianes (Basse Engadine et Tyrol). Mais aucune recherche historique publiée à ce jour ne permet d'établir avec assurance ce lien généalogique.
Nous pouvons néanmoins établir une équivalence certaine entre Guillaume le Rhète (un seigneur des Grisons) et Guillaume Ier de Gilley (un seigneur bourguignon) :
- le premier est présent en Asie mineure aux alentours de 1193/94, où il aurait ravagé plusieurs domaines dépendants d'institutions monastiques. Le document qui le mentionne, rapporte le titre qu'il se donnait : « Guillaume le Rhète, baron de Samignun », et décrit ses armes : « De sable, à deux bouquetins en pied affrontés d'or, accornés et onglés d'argent »[3] ;
- le second est mentionné dans un manuscrit (datant du XIVe siècle)[4], où il est parfois appelé Guillaume le Rhète. L'auteur de ce manuscrit, Guillaume Ier de Gilley-Poncey, le fait également participer à la troisième croisade (regrettant le ravage de quelque monastère) et le lie avec des seigneurs des Alpes médianes, qu'il qualifie de « seigneurs de Samignun » et plus loin de « vicomtes de Samignun » (région qu'il situe vaguement dans le Tyrol). Quant à ses armes, elles sont identiques à celles de Guillaume le Rhète[3].

## Vie deGuillaumeIerde Gilley
Son existence nous est révélée par deux sources. Premièrement, un fragment d’une table de granit, datée de la seconde moitié du XIIe siècle et trouvée dans la vallée de Schergenbach, apparemment gravée à la demande de Guillaume le Rhète, avant son départ pour la troisième croisade. Deuxièmement, un manuscrit du XIVe siècle (présenté plus haut), dont il ne reste aujourd’hui que deux copies fragmentaires ; ce manuscrit aurait été rédigé par Guillaume Ier de Gilley-Poncey, chanoine de Langres (mentionné pour la dernière fois en 1341), qui se présente comme l’arrière-petit-fils du fondateur de la famille.
Sur la présence de Guillaume dans les Alpes médianes, nous avons peu d’informations précises. La table de granit présente Guillaume le Rhète comme un chevalier descendant des Samignun, seigneurs sans doute possessionnés à l’origine au nord de la Basse Engadine et dont le premier ancêtre connu serait un certain Chunrat. Une des copies du manuscrit lie Guillaume à des « vicomtes de Samignun », l'autre copie le présente seulement comme un « très noble chevalier (eques nobilis) », précisant son statut de « proche (familiaris) du comte Rudolf de Vaz (sûrement Rudolf I, un grand seigneur des Grisons) ». C’est en tout cas de cette région qu’il part pour la troisième croisade (1189-1192), durant laquelle on le trouve mêlé au saccage de domaines micrasiatiques.
Quoi qu’il en soit, la vie bourguignonne de Guillaume le Rhète, qui dépend de cette croisade, ne commence qu’à son retour. En effet, le manuscrit du chanoine de Langres précise que, durant ses combats en Orient, Guillaume était compagnon d’armes (commilito) d’Hugues III de Bourgogne, qui l’aurait incité à venir s’installer sur ses terres. Toutefois, et l’auteur du manuscrit ne donne aucune explication à ce sujet, c'est dans le comté de Bourgogne qu'il s'installe. Il y est fait seigneur de Gilley, en 1198, par le comte Richard III de Montbéliard. Nous ne savons, par contre, plus rien de sa vie jusqu’à la date de sa mort, renseignée par le manuscrit, en 1221.

## Localisation de la seigneurie de Gilley
Il existe actuellement deux villages nommés Gilley : l'un dans le Doubs (au XIIe siècle dans le comté de Bourgogne), l'autre dans la Haute-Marne (au XIIe siècle dans le duché de Bourgogne). La plupart des informations concernant les premiers membres connus de la famille de Gilley nous conduiraient à penser que cette seigneurie était située dans le duché de Bourgogne, car les plus en vue, de la branche des Gilley-Poncey, étaient au service des ducs de Bourgogne. En réalité, de même que la plupart des possessions des Gilley acquises à partir du XVe siècle (époque d'ascension la famille) se situeront à l'est de la Saône, la seigneurie de Gilley se trouvait dans le comté de Bourgogne.
À la date d’érection de la seigneurie (1198), le village de Gilley existait déjà. Il relevait, avec l'ensemble de son territoire, du seigneur de Montfaucon, Richard III comte de Montbéliard. La seigneurie de Gilley est alors constituée à partir de terres appartenant à l'origine à la Maison de Joux, et est octroyée à Guillaume le Rhète. On sait peu de choses sur cette seigneurie, qui ne restera pas longtemps dans la famille de Gilley, même si certains de ses membres porteront le titre de seigneur de Gilley jusqu'au XIVe siècle.
Enfin, pour ce qui regarde la seigneurie de Gilley située dans le duché de Bourgogne (actuelle Haute-Marne), elle n'a jamais appartenu à quelque autre famille de Gilley. En effet, en 1198, cette seigneurie de Gilley bourguignonne appartenait à Henry de Fonuens avant d’être acquise en 1228 par Guillaume de Vergy, beau-frère du duc Eudes III de Bourgogne. Puis, au XVe siècle, elle passa aux mains des seigneurs de Rollans et Listenois (Maison de Vienne), avant de tomber dans l'héritage de la Maison de Bauffremont.